# Как сумасшедший
«Как сумасшедший» (англ. Like Crazy) — американский мелодраматический фильм 2011 года режиссёра Дрейка Доремуса. Снят на цифровой фотоаппарат Canon EOS 7D.

## Сюжет
Джейкоб и Анна вместе учатся в колледже в Лос-Анджелесе. Анна, студентка по обмену из Великобритании, влюбляется в Джейкоба, изучающего дизайн, и проводит с ним лето, нарушая условия своей студенческой визы, срок которой истек к завершению учёбы в колледже. Она возвращается в Лондон по семейным обстоятельствам, а когда возвращается в Лос-Анджелес в качестве туристки, попадает под контроль иммиграционных служб, которые останавливают её, запрещают въезд и возвращают в Великобританию, тем самым погружая пару в тяжелое испытание — отношения на расстоянии.
Анне запрещён въезд в Соединённые Штаты в связи с её нарушением условий студенческой визы. На расстоянии отношения молодой пары становятся напряженными, они могут видеться только когда Джейкоб может позволить себе отлучиться от успешного дизайнерского бизнеса в Лос-Анджелесе и прилететь к Анне в Великобританию. Семья Анны нанимает адвоката по иммиграционным делам с целью снять запрет Анны на въезд в США. Отец Анны говорит, что молодым людям следует пожениться для упрощения процедуры снятия запрета. Через некоторое время после возвращения в США Джейкоб начинает встречаться с однокурсницей Самантой. Анна продолжает переживать об отношениях с Джейкобом, и однажды звонит ему, чтобы предложить заключить брак для упрощения получения визы. Анна говорит, что ни с одним мужчиной она не испытывала таких чувств, как с Джейкобом.
Джейкоб возвращается в Великобританию, где они с Анной заключают брак на маленькой свадебной церемонии с родителями Анны в качестве свидетелей. Им остаётся подождать 6 месяцев, прежде чем подать очередное заявление на визу для Анны. Джейкоб приезжает в Великобританию через шесть месяцев, они подают документы, однако снова получают отказ. Отношения Анны и Джейкоба под угрозой. Они снова начинают встречаться с другими людьми, но всё ещё чувствуют глубокую связь друг с другом. Анна получает долгожданное повышение на работе. Её молодой человек Саймон делает ей предложение.
Вскоре Анна узнает от адвоката, что запрет на въезд наконец был снят. Она бросает работу, квартиру и своего молодого человека, и возвращается в Лос-Анджелес к Джейкобу. Джейкоб встречает Анну в аэропорту с букетом цветов, и наступает то самое примирение, которого у пары не было с тех пор, как Анне впервые отказали во въезде в США. Хотя складывается впечатление, что той страсти, которая была в начале их отношений, уже нет.
Воссоединённые, без каких-либо юридических препятствий быть вместе, Анна и Джейкоб начинают совместную жизнь. В конце фильма нам показывают, как пара принимает душ вместе, вспоминая свои первые ухаживания. Они оба немного напряжены, ведь их отношения пережили множество взлетов и падений. Будущее Анны и Джейкоба остается не ясным.

## В ролях
| Актёр             | Роль                |
| ----------------- | ------------------- |
| Антон Ельчин      | Джейкоб Мэттью Хэлм |
| Фелисити Джонс    | Анна Мария Ганднер  |
| Дженнифер Лоуренс | Саманта (Сэм)       |
| Чарли Бьюли       | Саймон              |
| Финола Хьюз       | Лиз                 |
| Оливер Миархэд    | Бернард Гарднер     |
| Алекс Кингстон    | Джэки Гарднер       |
| Кили Хэйзелл      | Сабрина             |
| Крис Мессина      | Майк Эпплтри        |
| Бен Йорк Джонс    | Росс                |
| Джейми Кинг       | Эллиот              |

## Награды
- «Империя» (2012): в номинации «Лучший женский дебют» — Фелисити Джонс[3]
- Golden Trailer Awards: в номинации «Лучшая мелодрама» («Best Romance»)[4]
- Кинофестиваль «Сандэнс»:

в номинации «Гран при жюри» — Антон Ельчин
в номинации «Специальный приз жюри» — Фелисити Джонс